# アオバアリガタハネカクシ
アオバアリガタハネカクシ（青翅蟻形隠翅虫、Paederus fuscipes）とは、コウチュウ目ハネカクシ上科ハネカクシ科アリガタハネカクシ亜科に属する昆虫。名称の由来は上翅が青色であることからである。

## 特徴
体長約7mmほどで細長く、頭部と腹部末端が黒く、その他の体節は橙赤色で、アメリカ大陸以外の世界各地に分布しており、主に温暖な湿地に生息する。
日本全国に生息し、山里付近や、畑、水田などで見られる場合がある。灯火にも飛来するが、これが後述する本種による被害を起こす要因になっているといわれる。

## 毒性
体液中に毒性アミドのペデリンを含み、払いのける際に体液が糸状に付着すると、火ぶくれのような膿疱を伴う線状皮膚炎（丘疹性皮膚炎、ミミズ腫れ）を引き起こすことから、ヤケドムシ、やけど虫、デンキムシとも呼ばれる。体液がついてから発症するまでに多少の時間がかかるため、患者はその原因が自分の肌から少し前に払い落とした小昆虫の体液にあることに気がつきにくく、突然生じるミミズ腫れに当惑することになる。そのため地方によっては家屋内を徘徊するヤモリの尿が付着したためとする俗信を生み、これを俗に「ヤモリのしょんべん」とも呼ぶ。
本種の学名「Paederus」は、触れると丘疹性皮膚炎（Paederus dermatitis）になることが由来となっており、原因となる毒も本種から初めて同定されたことで「ペデリン（pederin）」と命名された。
身体が小さい上にハネカクシの仲間だけによく飛翔し、灯火にも飛来して知らずに潰して被害に遭うケースになり、誤って目に入ってしまったのを潰すと、失明する恐れもある。
黒と橙赤が交互に並ぶ目立つ体色は毒を持つ警告色と考えられている。

## 生態
ほぼ一年通して発生するが、年3回ほどとされ、もっとも個体数が増えるのは７，8月とされる。オスは越冬せずに死ぬが、メスは越冬して翌年に産卵する。
産卵場所は土中で、約3〜19日で孵化し、幼虫は10〜50日で2齢を経て成熟し、 蛹室をつくって踊になり、3〜12日後に成虫が羽化する。 雑食性だが、ウンカやヨコバイといった農業害虫を好んで捕食する為、農業では益虫とされる。
積極的に攻撃することはなく、潰さないように払いのけると体液が付着しない。

## 近縁種
本種とよく似た姿のハネカクシの種類は、次の二種となるが、同じようにペデリンを有している。
エゾアリガタハネカクシ　Paederus parallelus
身体全体の姿及び、色合いもよく似た姿のハネカクシだが、体長は10mmほどとなり、こちらの方がやや大型となる。
同じく毒を体内に持っているが、後翅が退化して飛翔出来ないので、本種ほど被害報告は聞かれない。また、名前に「エゾ」と付くものの、北海道だけではなく、全国に分布している。
クロバネアリガタハネカクシ　Oedechirus lewisius
同じく似たような姿のハネカクシだが、アオバよりやや小型になり、6mmほどとなる。色合いは名前通り、翅の黒みがやや強いが、本種と混同される事も多い。